# Keraudrenia integrifolia
Keraudrenia integrifolia är en malvaväxtart som beskrevs av Ernst Gottlieb von Steudel. Keraudrenia integrifolia ingår i släktet Keraudrenia och familjen malvaväxter. Inga underarter finns listade i Catalogue of Life.